# Düsseldorf-Eller Süd
Düsseldorf-Eller Süd – przystanek kolejowy w Düsseldorfie, w kraju związkowym Nadrenia Północna-Westfalia, w Niemczech. Znajduje się tu 1 peron.
| Düsseldorf-Eller Süd          |  |                     |
| Linia Köln Hbf – Duisburg Hbf |  |                     |
| Düsseldorf-Reisholz           |  | Düsseldorf-Oberbilk |